# Ramón Arellano Félix
Ramón Eduardo Arellano-Félix (31. srpna 1964 – 10. února 2002) byl Mexičan, kterého vládní autority řadily k členům Tijuanského drogového kartelu. 18. listopadu 1997 se Arellano-Félix dostal jako 451. osoba na seznam FBI nejhledanějších osob.
Arellano-Félix byl nejnebezpečnějíčí člen Tijuanského kartelu, byl podezřelý z mnoha vražd. Zemřel v Mazatlánu, kam se vypravil zabít svého rivala Mayo Zambadu, během přestřelky s policií. Mexická policie Arellano-Félixe spojovala s masakrem v Mazatlánu v roce 1997, kdy nechal vyvraždit dvanáctičlennou rodinu.
Ve Spojených státech v Kalifornii byl obviněn ze spiknutí za účelem pašování kokainu a marihuany, což následně vedlo k tomu, že se dostal na seznam FBI.
Byl také známý pod jmény Patrón a Colores.